# Donatien Gomis
Donatien Gomis, né le 7 novembre 1994 à Dakar, est un footballeur français et sénégalais qui joue au poste de défenseur central à l'EA Guingamp.

## Biographie

### Carrière en club

#### Formation et débuts au niveau amateur
Donatien Gomis naît à Dakar au Sénégal. Sa famille s'installe en France, dans les Deux-Sèvres alors qu'il est âgé de 6 ans. A cet âge, il commence le football aux Chamois niortais et y évolue jusqu'à l'âge de 14 ans. Il quitte alors le club pour Saint-Liguaire où il évolue dans les catégories jeunes durant trois ans. En 2011, il rejoint le FC Chauray où il reste qu'une seule saison avant de partir jouer à Saint-Cyr où il jouera sa première année en sénior.
Il retourne en 2014 au FC Chauray où il joue d'abord en équipe réserve avant d'intégrer l'équipe première qui joue en CFA 2. Pour cette première saison au niveau national, il ne jouera que huit matchs et n'empêchera pas la relégation de l'équipe en Division d'Honneur. Il évoluera à Chauray durant les deux saisons suivantes où il remportera le championnat de DH.
Après trois saisons à Chauray, il rejoint l'Angoulême Charente FC, club de National 3. Pour son retour au niveau national, il réalise une saison convaincante avec 22 matchs joués. La saison suivante, il joue aussi 22 matchs et inscrit également trois buts et participe à la montée du club en National 2. En National 2, Gomis reste un titulaire indiscutable et pour sa première saison à ce niveau, il joue 18 matchs de championnat et marque deux buts dans une saison écourtée par la Covid-19. En coupe de France, il participe à un seizième de finale face au RC Strasbourg.

#### Explosion aux Herbiers et à Concarneau
Après trois saisons à Angoulême, il signe aux Herbiers. Dans une saison marquée par l'arrêt des championnats amateurs, Gomis jouera l'entièreté des matchs des Herbiers, neuf en championnat pour deux buts inscrits et un 32e de finale de coupe de France.
Cette saison, bien que courte, lui permet d'être repéré par Stéphane Le Mignan, entraîneur de l'US Concarneau, club de National. Dans une saison où les Concarnois luttent pour la montée en Ligue 2, Gomis devient titulaire indiscutable où il jouera 31 matchs de championnat dans leur intégralité (les seuls matchs manqués étant des matchs de suspension) pour 2 buts et une passe décisive.

#### Débuts en professionnel à Guingamp
Cette excellente saison à Concarneau lui permet de rejoindre l'EA Guingamp et de signer à 27 ans, son premier contrat professionnel. Pour sa première saison en Ligue 2, Gomis est titulaire mais deux blessures au pied l'empêchent de jouer entre septembre et janvier. Finalement, Gomis joue 22 matchs de championnat pour un but inscrit. La deuxième saison à Guingamp sera meilleure avec 29 matchs joués pour 2 buts inscrits.

## Statistiques
| Saison                | Club                  | Championnat           | Championnat | Championnat | Championnat | Coupe(s) nationale(s) | Coupe(s) nationale(s) | Coupe(s) nationale(s) | Total | Total | Total |
| Saison                | Club                  | Division              | M.          | B.          | P.d.        | M.                    | B.                    | P.d.                  | M.    | B.    | P.d.  |
| 2014-2015             | FC Chauray            | CFA 2                 | 8           | 0           | 0           | 0                     | 0                     | 0                     | 8     | 0     | 0     |
| 2015-2016             | FC Chauray            | DH                    | 0           | 0           | 0           | 0                     | 0                     | 0                     | 0     | 0     | 0     |
| 2016-2017             | FC Chauray            | DH                    | 0           | 0           | 0           | 0                     | 0                     | 0                     | 0     | 0     | 0     |
| Sous-total            | Sous-total            | Sous-total            | 8           | 0           | 0           | 0                     | 0                     | 0                     | 8     | 0     | 0     |
| 2017-2018             | Angoulême Charente FC | National 3            | 22          | 0           | 0           | 3                     | 0                     | 0                     | 25    | 0     | 0     |
| 2018-2019             | Angoulême Charente FC | National 3            | 22          | 3           | 0           | 1                     | 0                     | 0                     | 23    | 3     | 0     |
| 2019-2020             | Angoulême Charente FC | National 2            | 18          | 2           | 0           | 4                     | 0                     | 0                     | 22    | 2     | 0     |
| Sous-total            | Sous-total            | Sous-total            | 62          | 5           | 0           | 8                     | 0                     | 0                     | 70    | 5     | 0     |
| 2020-2021             | Les Herbiers VF       | National 2            | 9           | 2           | 0           | 4                     | 0                     | 0                     | 13    | 2     | 0     |
| Sous-total            | Sous-total            | Sous-total            | 9           | 2           | 0           | 4                     | 0                     | 0                     | 13    | 2     | 0     |
| 2021-2022             | US Concarneau         | National              | 31          | 2           | 1           | 2                     | 1                     | 0                     | 33    | 3     | 1     |
| Sous-total            | Sous-total            | Sous-total            | 31          | 2           | 1           | 2                     | 1                     | 0                     | 33    | 3     | 1     |
| 2022-2023             | EA Guingamp           | Ligue 2               | 22          | 1           | 0           | 0                     | 0                     | 0                     | 22    | 1     | 0     |
| 2023-2024             | EA Guingamp           | Ligue 2               | 29          | 2           | 1           | 2                     | 1                     | 0                     | 31    | 3     | 1     |
| 2024-2025             | EA Guingamp           | Ligue 2               | 0           | 0           | 0           | 0                     | 0                     | 0                     | 0     | 0     | 0     |
| Sous-total            | Sous-total            | Sous-total            | 51          | 3           | 1           | 2                     | 1                     | 0                     | 53    | 4     | 1     |
| Total sur la carrière | Total sur la carrière | Total sur la carrière | 161         | 12          | 2           | 16                    | 2                     | 0                     | 177   | 14    | 2     |

## Controverse
Le 13 mai 2023, Donatien Gomis est absent lors du match de la 35e journée de Ligue 2  dédiée à la journée mondiale de lutte contre l'homophobie contre Sochaux. Cette initiative mise en place par la LFP en 2019 est matérialisée par l'utilisation du flocage arc-en-ciel des numéros sur les maillots des joueurs. Le club de Gomis prend acte de la situation mais le président annonce clarifier la situation avec le joueur.